# ムンド・デ・アレグリア
ムンド・デ・アレグリア（スペイン語: Mundo de Alegría）は、静岡県浜松市中央区にある在日外国人のための外国人学校。
スペイン語の校名「ムンド・デ・アレグリア」は「喜びの世界」という意味である。
この学校は元々在日ペルー人向けに設立されたペルー政府公認のペルー学校であった。そのためこの学校の授業にはペルー政府公認のテキストが使用されており、この学校を卒業するとペルー政府から卒業資格が得られる。
また、現在ではペルーだけでなくボリビアやアルゼンチンなどの南米系の国の子供の受け入れも許可していて、2005年4月よりブラジル人クラスを新設した。

## 沿革
- 2003年2月6日 - ムンド・デ・アレグリア開校する。
- 2004年4月14日 - NPO法人認証を受ける。
- 2004年12月 - 各種学校に認可される。
- 2010年1月 - 現在地に移転。

## アクセス
- 電車

JR東海道本線「舞阪駅」下車、徒歩10分
- バス

遠鉄バス浜松駅5番のりば（志都呂宇布見線）から「イオン志都呂経由 舞阪駅」ゆきのバスで約35分、バス停「雄踏中学入口」で下車、徒歩すぐ*
- 車

浜松市街地方面から浜松雄踏線で約20分
東名高速道路「浜松西IC」から県道65号線（浜松環状線）で約15分
国道1号浜名バイパス「馬郡IC」から約5分

## 関連書籍
- 月刊『イオ』編集部編　『日本の中の外国人学校』　ISBN 4-7503-2445-0